# Washington Terrace
Washington Terrace és una població dels Estats Units a l'estat de Utah. Segons el cens del 2000 tenia 8.551 habitants.

## Demografia
Segons el cens del 2000, Washington Terrace tenia 8.551 habitants, 3.019 habitatges, i 2.267 famílies. La densitat de població era de 1.728,6 habitants per km².
Dels 3.019 habitatges en un 36% hi vivien nens de menys de 18 anys, en un 56,7% hi vivien parelles casades, en un 13,4% dones solteres, i en un 24,9% no eren unitats familiars. En el 20,9% dels habitatges hi vivien persones soles el 10,1% de les quals corresponia a persones de 65 anys o més que vivien soles. El nombre mitjà de persones vivint en cada habitatge era de 2,77 i el nombre mitjà de persones que vivien en cada família era de 3,21.
Per edats la població es repartia de la següent manera: un 27,9% tenia menys de 18 anys, un 13,7% entre 18 i 24, un 24,9% entre 25 i 44, un 18,3% de 45 a 60 i un 15,2% 65 anys o més.
L'edat mediana era de 31 anys. Per cada 100 dones de 18 o més anys hi havia 89 homes.
La renda mediana per habitatge era de 42.243 $ i la renda mediana per família de 47.332 $. Els homes tenien una renda mediana de 35.938 $ mentre que les dones 26.406 $. La renda per capita de la població era de 17.240 $. Entorn del 5,5% de les famílies i el 7,9% de la població estaven per davall del llindar de pobresa.

## Poblacions més properes
El següent diagrama mostra les poblacions més properes.